# Formaatoorlog
Een formaatoorlog is een sterke concurrentie tussen twee incompatibele standaarden of formaten. Deze ontstaat met name als het bestaan van meer dan één standaard onhandig is of extra kosten oplevert voor de betrokken partijen, bijvoorbeeld voor de verkopers, groothandel, consumenten, fabrikanten, of verhuurders.
Het lijkt erop dat de klant vaak niet profiteert van de vrije concurrentie tussen verschillende formaten, omdat de klant door een keuze voor een bepaald formaat zijn verdere mogelijkheden sterk beperkt. Sterker nog, als hij kiest voor een apparaat dat alleen een formaat ondersteunt dat later de formaatoorlog blijkt te verliezen dan heeft hij geld uitgegeven voor een apparaat waar hij weinig tot niets meer mee kan.
Het is gebleken, bij, bijvoorbeeld de videorecorder formaatoorlog, dat de kwaliteit van de standaard niet de doorslaggevende rol is bij de vraag welke standaard zal winnen. Marketingaspecten, zoals prijs en ondersteuning door softwareleveranciers kunnen belangrijker te zijn. 
Voorbeelden van formaatoorlogen zijn:
- Videorecorder-formaatoorlog in de jaren zeventig en tachtig, gewonnen door VHS dat op de markt was gebracht door JVC
  - VHS (JVC) versus Betamax (Sony) versus Video 2000 (Philips)
- Optische schijf voor opslag van films met hoge resolutie (2006-2008). Gewonnen door Sony's blu-ray.
  - Blu-ray (Sony) versus hd-dvd (Toshiba).